# Bain de sang de Stockholm
 (février 2015).
Le Bain de sang de Stockholm (en suédois : Stockholms blodbad ; en danois : Det Stockholmske Blodbad) est un massacre commis après l'invasion de la Suède par les forces danoises de Christian II de Danemark. La série d'événements se produit entre le 4 et le 10 novembre 1520. Il prend place dans le contexte de la Réforme en Suède.

## Origine et jugement
Le régent Sten Sture le Jeune meurt le 5 février 1520 des blessures qu'il a reçues deux jours plus tôt lors d'un combat contre les troupes danoises sur la glace du lac Asunden près de Bogesund. Malgré la tentative de résistance de son épouse Christine Gyllenstierna, le roi Christian II de Danemark, après avoir conclu un traité avec la noblesse le 6 mars, entre à Stockholm, où il est couronné et prête serment le 3 novembre.
Le 7 novembre, on lit devant le Riksråd la plainte de l'archevêque Gustave Trolle, qui demande réparation des dommages matériels subis par l'Église du fait du défunt régent. Il réclame la somme énorme de 1,1 million de marcs d'argent et dénonce Sten Sture le Jeune et ses partisans comme hérétiques. Le 8 novembre, un tribunal, présidé par Gustave Trolle, rend après une procédure sommaire un verdict d'hérésie contre 50 à 60 personnes dont 18 partisans de Sten Sture. Le bourreau se met au travail dès le soir même.

## Les exécutions

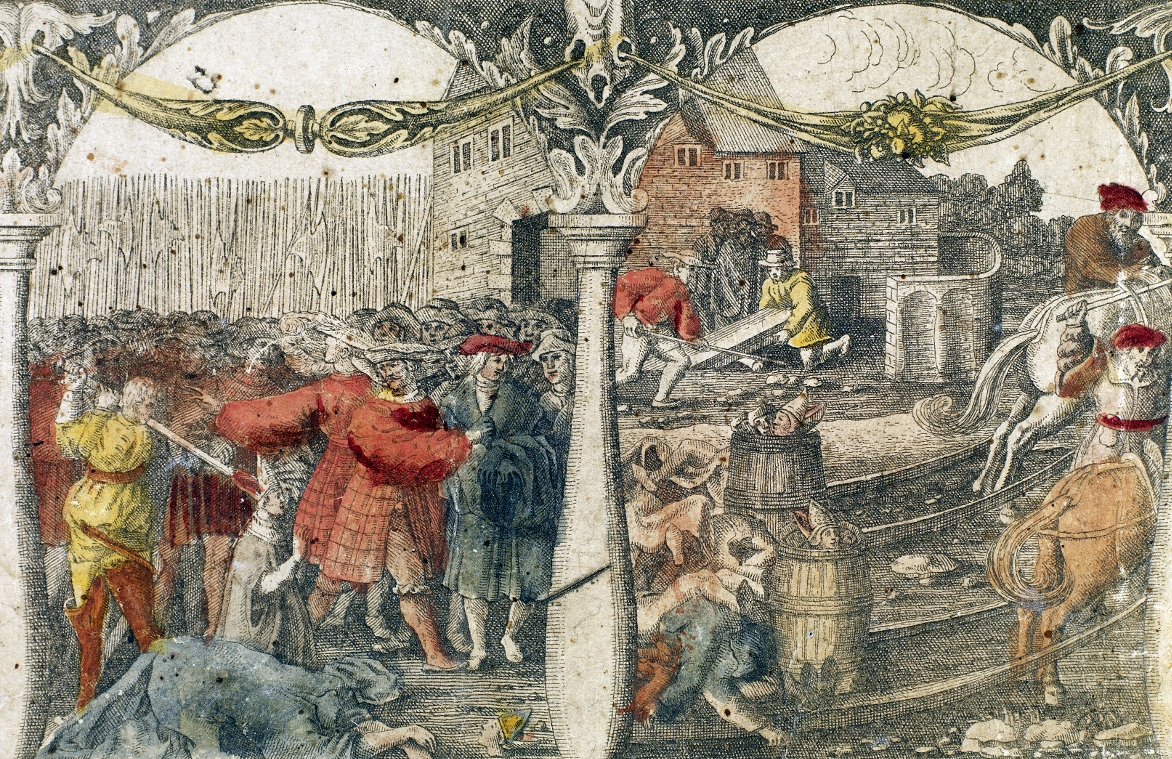
Le Bain de sang de Stockholm

Le roi Christian II semble se laisser entraîner, malgré ses promesses d'une amnistie, à un acte lourd de conséquence en faisant exécuter 20 ou 30 personnes de plus. En fait, on pend sans distinction au total 92 personnes dont deux évêques : Vincent Bellenack, évêque de Skara et Matthias Lillie, évêque de Strängnäs, plusieurs membres du « Conseil du Royaume », dont le très noble Erik Johansson Vasa et Joachim Brahe, le père et le beau-frère de Gustav Vasa, des nobles et des bourgeois qui avaient soutenu Sten Sture le Jeune. Ces exécutions se déroulent sur la place de Stortorget à Stockholm. Les corps des suppliciés, auxquels s'ajoute celui du régent exhumé pour l'occasion, sont brûlés le 10 novembre, et Christine Gyllenstierna est jetée en prison.
Quelques semaines plus tard, Hemming Gadh, évêque de Linköping et vieux conseiller des Sture qui avait été envoyé en Finlande par le roi pour obtenir le ralliement du pays, est décapité au château de Raseborg.

## Conséquences
Gustave Trolle, placé à la tête du gouvernement de la Suède par le roi de Danemark, doit faire face, dès le début de 1521, à l'insurrection des anciens partisans des Sture et du Conseil désormais unis, et il doit s'enfuir du pays. En janvier 1521, Gustav Vasa prend la tête des révoltés de Dalécarlie. Il se proclame administrateur du Royaume ou régent le 28 août 1521 et se fait élire roi le 6 juin 1523 par le Riksdag de Strängnäs, mettant ainsi définitivement fin à l'union de Kalmar. La même année, Christian II de Danemark perd son trône.